# أركنساس سيتي
أركنساس سيتي (بالإنجليزية: Arkansas City, Kansas)‏ هي مدينة تقع في مقاطعة كاولي، كانزاس بولاية كانساس في الولايات المتحدة. تبلغ مساحة هذه المدينة 24.29 (كم²)، وترتفع عن سطح البحر 341 م، بلغ عدد سكانها 12415 نسمة في عام 2010 حسب إحصاء مكتب تعداد الولايات المتحدة وتصل الكثافة السكانية فيها 512.1 نسمة/كم2.

## التركيبة السكانية
قام مكتب تعداد الولايات المتحدة بتحديد بيانات التركيبة السكانية لأركنساس سيتيفي تعداد الولايات المتحدة. في ما يلي، التركيبة السكانية حسب تعدادي 2000 و2010.

### تعداد عام 2000
بلغ عدد سكان أركنساس سيتي 11,963 نسمة بحسب تعداد عام 2000، وبلغ عدد الأسر 4,855 أسرة وعدد العائلات 3,102 عائلة مقيمة في المدينة. في حين سجلت الكثافة السكانية 1,592.5 نسمة لكل ميل مربع (614.9/كم2). وبلغ عدد الوحدات السكنية 5,628 وحدة بمتوسط كثافة قدره 749.2 نسمة لكل ميل مربع (289.3/كم2).
وتوزع التركيب العرقي للمدينة بنسبة 3.04% من عرقين مختلطين أو أكثر.
بلغ عدد الأسر 4,855 أسرة كانت نسبة 30.3% منها لديها أطفال تحت سن الثامنة عشر تعيش معهم، وبلغت نسبة الأزواج القاطنين مع بعضهم البعض 48.2% من أصل المجموع الكلي للأسر، ونسبة 11.7% من الأسر كان لديها معيلات من الإناث دون وجود شريك، وكانت نسبة 36.1% من غير العائلات. تألفت نسبة 31.7% من أصل جميع الأسر من أفراد ونسبة 14.9% كانوا يعيش معهم شخص وحيد يبلغ من العمر 65 عاماً فما فوق. وبلغ متوسط حجم الأسرة المعيشية 2.97، أما متوسط حجم العائلات فبلغ 2.36.
بلغ العمر الوسطي للسكان 36 عاماً. وكانت نسبة 25.7% من القاطنين تحت سن الثامنة عشر، وكانت نسبة 11.2% بين الثامنة عشر والأربعة وعشرون عاماً، ونسبة 24.3% كانت واقعةً في الفئة العمرية ما بين الخامسة والعشرون حتى والأربعة وأربعون عاماً، ونسبة 20.9% كانت ما بين الخامسة والأربعون حتى الرابعة والستون، ونسبة 17.9% كانت ضمن فئة الخامسة والستون عاماً فما فوق. يوجد لكل 100 أنثى 88.3 ذكر، ويوجد لكل 100 أنثى في الثامنة عشر من عمرها فما فوق 84.8 ذكر.
وكان متوسط دخل الذكور 30,665 دولار مقابل 19,919 دولار للإناث. وسجل دخل الفرد الخاص بالمدينة 15,933 دولار. وكانت نسبة 12.4% من العائلات ونسبة 16.4% من السكان تحت خط الفقر، وكان من هؤلاء نسبة 20.5% تحت سن الثامنة عشر ونسبة 14.5% في الخامسة والستين من العمر وما فوق.

### تعداد عام 2010
بلغ عدد سكان أركنساس سيتي 12,415 نسمة بحسب تعداد عام 2010، وبلغ عدد الأسر 4,802 أسرة وعدد العائلات 3,030 عائلة مقيمة في المدينة. في حين سجلت الكثافة السكانية 1,326.4 نسمة لكل ميل مربع (512.1/كم2). وبلغ عدد الوحدات السكنية 5,646 وحدة بمتوسط كثافة قدره 603.2 لكل ميل مربع (232.9/كم2).
وتوزع التركيب العرقي للمدينة بنسبة 79.4% من البيض و 2.7% من الأمريكيين الأصليين و 0.6% من الأمريكيين ذوي الأصول الآسيوية و 0.1% من سكان جزر المحيط الهادئ و 3.9% من الأمريكيين الأفارقة و 4.6% من عرقين مختلطين أو أكثر.
بلغ عدد الأسر 4,802 أسرة كانت نسبة 33.8% منها لديها أطفال تحت سن الثامنة عشر تعيش معهم، وبلغت نسبة الأزواج القاطنين مع بعضهم البعض 43.4% من أصل المجموع الكلي للأسر، ونسبة 13.9% من الأسر كان لديها معيلات من الإناث دون وجود شريك، بينما كانت نسبة 5.9% من الأسر لديها معيلون من الذكور دون وجود شريكة وكانت نسبة 36.9% من غير العائلات. تألفت نسبة 31.9% من أصل جميع الأسر من أفراد ونسبة 13.6% كانوا يعيش معهم شخص وحيد يبلغ من العمر 65 عاماً فما فوق. وبلغ متوسط حجم الأسرة المعيشية 3.07، أما متوسط حجم العائلات فبلغ 2.47.
بلغ العمر الوسطي للسكان 33.8 عاماً. وكانت نسبة 26.4% من القاطنين تحت سن الثامنة عشر، وكانت نسبة 12.7% بين الثامنة عشر والأربعة وعشرون عاماً، ونسبة 23.3% كانت واقعةً في الفئة العمرية ما بين الخامسة والعشرون حتى والأربعة وأربعون عاماً، ونسبة 22.7% كانت ما بين الخامسة والأربعون حتى الرابعة والستون، ونسبة 14.8% كانت ضمن فئة الخامسة والستون عاماً فما فوق. وتوزع التركيب الجنسي للسكان بنسبة 48.3% ذكور و51.7% إناث.

## وصلات خارجية
- The US50 - Cities and Towns in Kansas State